# The Forme of Cury

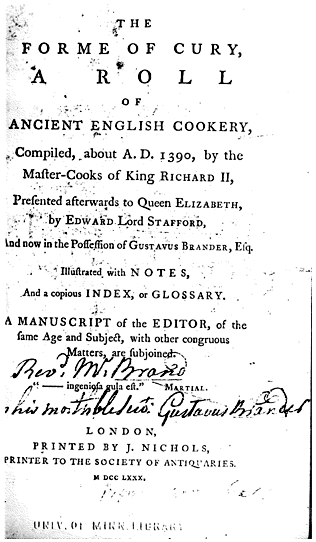
Титульна сторінка книги Forme of Cury (видання 18 століття.)

Forme of Cury (Різновиди готування) — велика колекція рецептів XIV століття. Ім'я автора подається як «головний Майстер кулінарії короля Річарда II». Сучасну назву колекції надав Семюель Пеж, який опублікував її у 1791 році. З того часу ця назва використовувалася у майже всіх версіях оригінального рукопису. Поряд з Le Viandier, це найвідоміший середньовічний путівник з кулінарії.
Рукопис написаний на пізній середньоанглійській мові (близько 1390 року) на пергаменті, налічуючи 205 рецептів (хоча точне число рецептів трохи відрізняється в різних версіях).